# Druppel

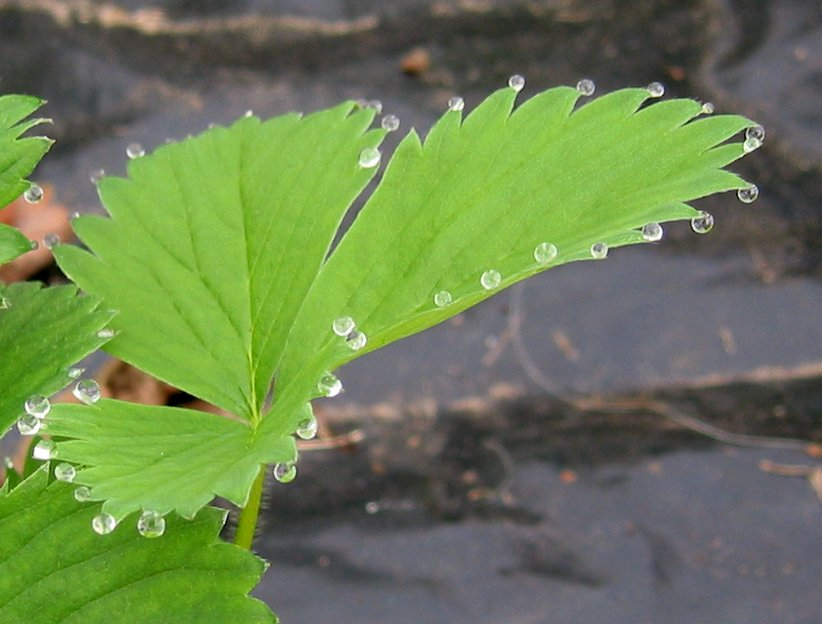
Druppelvorming op de rand van een aardbeiblad.

Lotuseffect van druppels op een blad.

Druppelende kraan.

Een druppel is een kleine hoeveelheid vloeistof, zodanig dat de vloeistof nog net een bolvorm aanneemt als die vloeistof volledig is omhuld door een vrij oppervlak. Een druppel water kan van ca. 10 tot ca. 50 microliter groot zijn (afhankelijk van bijvoorbeeld de kwaliteit van het water, de temperatuur of hoe de druppel ontstaat).

## Ontstaan
De bolvorm ontstaat, in de vrije ruimte, doordat de moleculen van de vloeistof elkaar aantrekken: door dit verschijnsel (dat cohesie heet) rangschikken zij zich zo dicht mogelijk opeen, namelijk in een bolvorm. In tegenstelling tot het algemene beeld is een druppel dus niet druppel- of peervormig.
Overigens wordt ook een kleine hoeveelheid vloeistof die aan een voorwerp hangt, en waarvan dus niet het gehele oppervlak vrij is, druppel genoemd. Deze druppels hebben vanwege hun aanhechtingspunt vaak wel een peervorm.

## Vorming
De eenvoudigste manier om een druppel te vormen is door een vloeistof langzaam te laten stromen uit een buis met een kleine diameter. Aan het eind vormt zich een druppel. Als die een bepaalde afmeting overschrijdt, zal hij zich losmaken en naar beneden vallen. Het gewicht m g van de grootste druppel die nog blijft hangen aan het eind van een buis met straal r, is ongeveer
{\displaystyle mg=2\pi r\sigma \cos \alpha }
waarin m de massa van de druppel is, g de zwaartekrachtsversnelling, σ de oppervlaktespanning van de vloeistof is, en α de contacthoek met de buis. Deze vergelijking is de basis van een eenvoudige manier om oppervlaktespanning te meten.
Druppels worden niet alleen gevormd aan het einde van een buis, maar kunnen ook ontstaan door condensatie vanuit een damp. Zo zullen zich in de stoom van een fluitketel, zodra deze stoom zichtbaar wordt, kleine druppels bevinden.
Zwevende waterdruppels in de lucht, bijvoorbeeld in een wolk, kunnen het zonlicht (en soms ook kunstlicht) zodanig breken, dat daardoor een regenboog zichtbaar wordt.

## Uitdrukkingen

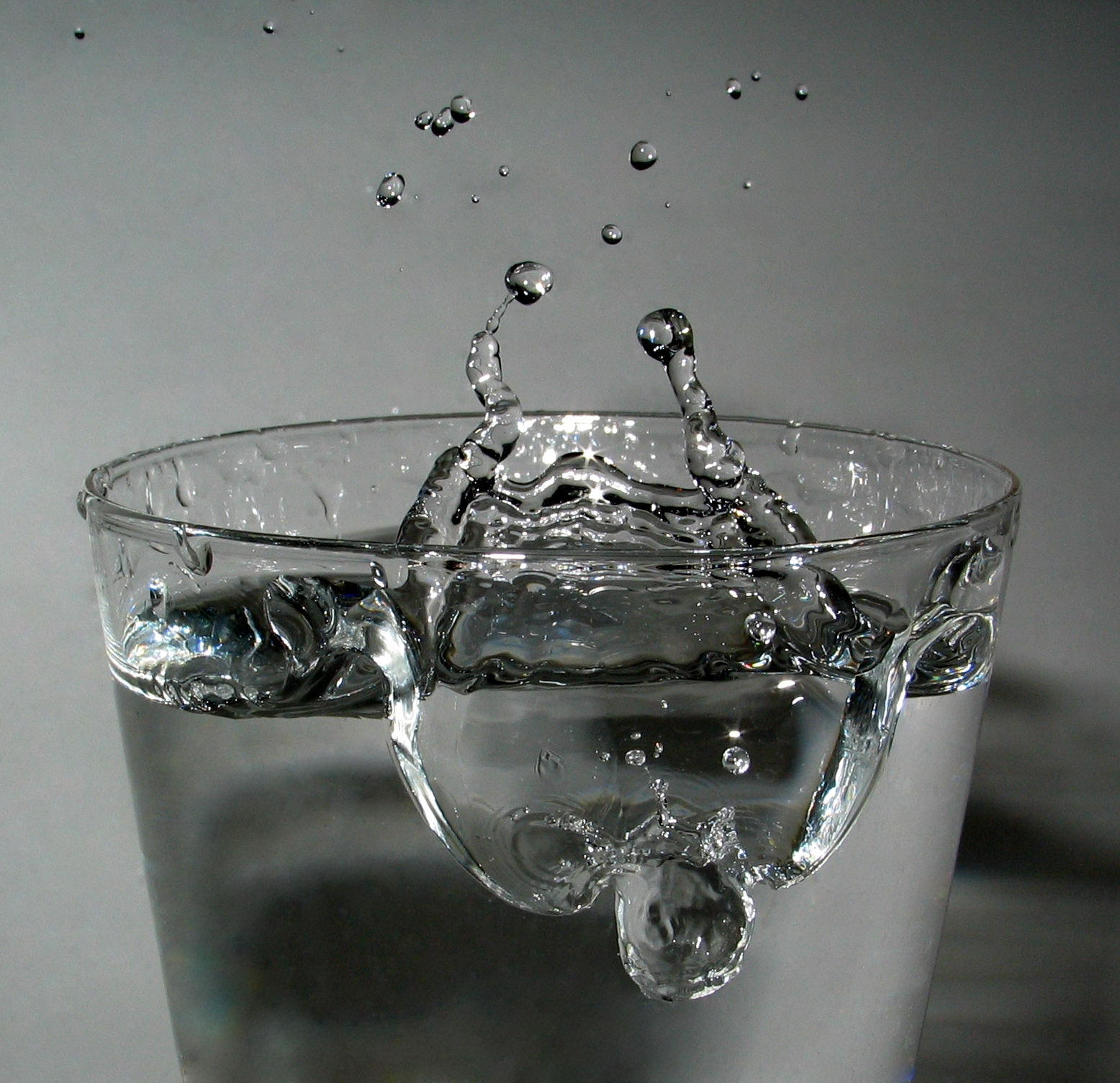
De impact van een druppel water in een glas

- De druppel holt de steen of De gestage druppel holt de steen uit.

Een kleine oorzaak heeft door veelvuldige herhaling grote gevolgen.
- Dat is de druppel die de emmer doet overlopen (soms afgekort tot Dat is de druppel!).

Dat is de laatste aanzet die nodig is om een heftige reactie te veroorzaken.
- Men vangt meer vliegen met een druppel honing dan met een vat azijn.

Een vriendelijk woord heeft meer effect dan een lange, boze tirade.
- Een druppel op een gloeiende plaat.

Een remedie die bij lange na niet voldoende is om een ongemak of gebrek te verhelpen.
- Geen druppel drinken.

Helemaal niets drinken (vaak in de zin van: helemaal geen alcohol).
- Het publiek druppelt binnen.

Meest afzonderlijke personen komen met een zekere regelmaat de zaal of het gebouw binnen.
- Van de regen in de drup

Niet echt beter af zijn met een oplossing.

## Trivia
- Met een druppel kan ook worden bedoeld:
  - een bepaald soort microfoon, veelal in het theater gebruikt om tegen de wang of op het voorhoofd van een acteur te plakken.
  - een glaasje sterkedrank.
  - een digitale sleutel.
- Oplaadbare batterijen en accu's kunnen heel langzaam worden geladen met een druppellader. De elektrische stroom druppelt als het ware in de batterij.
- Stroboscopische belichting (regelmatige lichtflitsen) van de druppels die uit een kraan vallen kan de illusie wekken dat er een druppel zweeft of zelfs terug in de kraan verdwijnt. Bij elke lichtflits is er dan een druppel op bijna dezelfde plek. De gelijkvormigheid van de druppels zorgt ervoor dat de druppel die wordt waargenomen stil lijkt te staan.